# برشلونة موسم 2000–01
واصل برشلونة مسيرته المحبطة في الجفاف الذي أصابه بسبب فقدان لقب الدوري، حيث احتل المركز الرابع في الدوري الإسباني، على الرغم من شرائه لمارك أوفرمارس وإيمانويل بوتي مقابل 54 مليون جنيه إسترليني في صيف عام 2000. كما قام برشلونة ببيع لويس فيجو إلى غريمه التقليدي ريال مدريد في يوليو 2000 بشكل مثير للجدل، مما أثار ردود فعل غاضبة من المشجعين، الذين اتهموا لويس فيجو بالخيانة. لم يكن المدرب الجديد لورينزو سيرا فيرير يقدم أداءً ثابتًا مع الفريق وكان يتعرض لضغوط متزايدة، وعندما بدا أن برشلونة يخسر فرصة التأهل لدوري أبطال أوروبا، تم إقالته في أواخر أبريل 2001. حسم برشلونة بشكل دراماتيكي البطاقة الثالثة المؤهلة لدوري أبطال أوروبا في نهائي الموسم، بفضل ثلاثية ريفالدو والتي تضمنت هدفًا بركلة مقصية ضد فالنسيا.